# Vrtoče (Słowenia)
Vrtoče – wieś w Słowenii, w gminie Miren-Kostanjevica. W 2018 roku liczyła 57 mieszkańców.